# Église des Augustins de Bruxelles
Pour les articles homonymes, voir Église des Augustins.
L’ancienne église des Augustins (en néerlandais : Augustijnenkerk) était un édifice religieux de style baroque construit à Bruxelles au XVIIe siècle, dans la rue du Fossé aux Loups. Église du couvent des Augustins, elle fut fermée, avec le couvent, en 1796. Rouverte comme temple protestant néerlandophone au début du XIXe siècle, elle fut sécularisée après l’indépendance de la Belgique et démolie en 1893, pour permettre le percement de la place de Brouckère, dans le centre de la ville de Bruxelles.

## Histoire

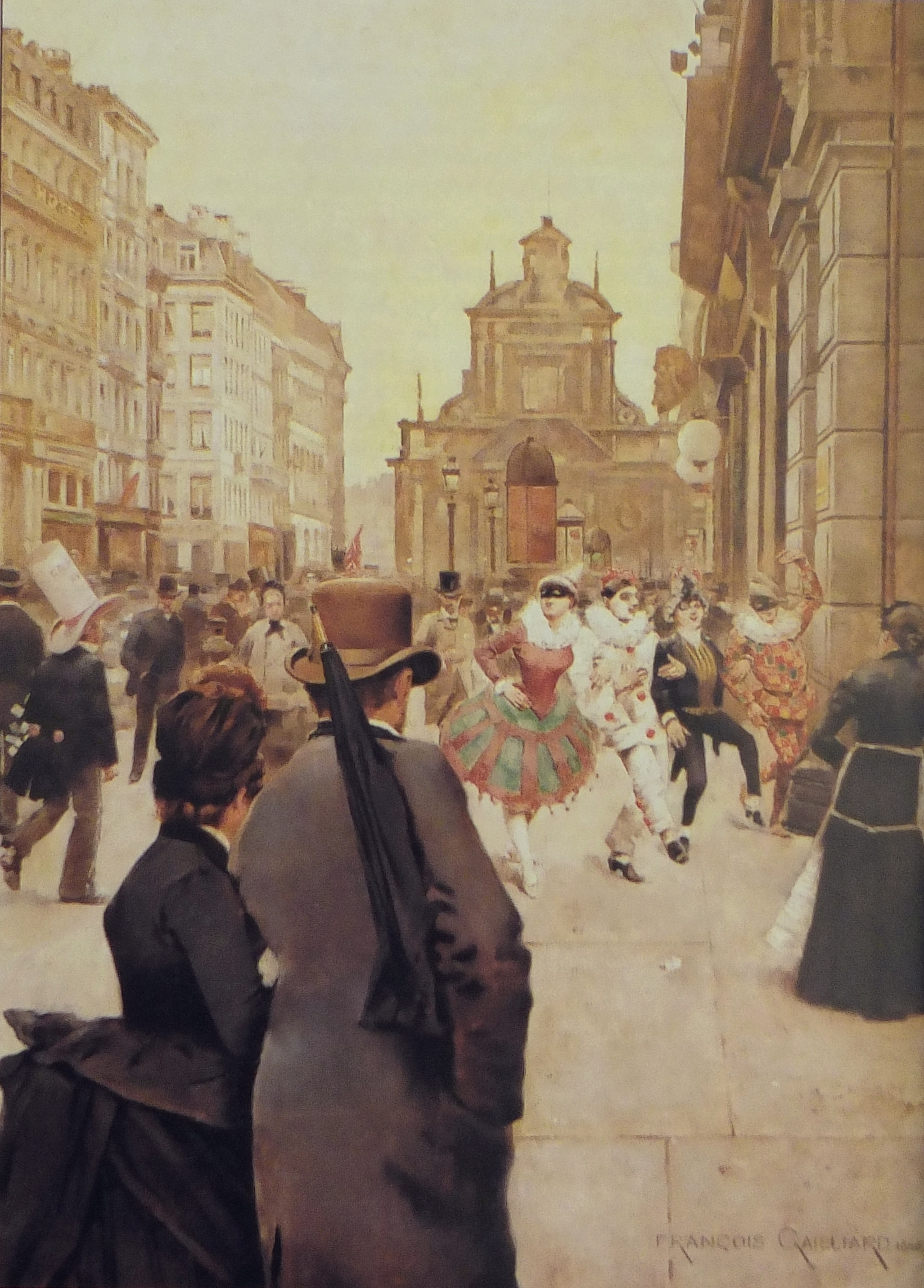
Le tableau Carnaval à Bruxelles (1886) de François Gailliard sur fond de l'église des Augustins

Les Augustins s’installent à Bruxelles en 1589 et y occupent le couvent des frères de la vie commune qui se situait au centre de la ville depuis 1336, au bord de la Senne. Les Augustins construisent leur église de 1620 à 1642 sur les plans de l’architecte Jacques Francart. 
En 1796 le pouvoir révolutionnaire français expulse les augustins de leur couvent, dont les bâtiments deviennent hôpital. L’église, un temps rouverte au culte (1805), est à nouveau fermée en 1814 et redevient hôpital de campagne pour les nombreux blessés de la bataille de Waterloo.
En 1816, à l'époque du royaume uni des Pays-Bas, l’église est convertie en temple protestant pour l’Église protestante néerlandaise de Bruxelles (Protestantse Kerk Brussel). En 1817 celui qui deviendra Guillaume III des Pays-Bas (né à Bruxelles le 19 février 1817) y est baptisé. Des services liturgiques en anglais y sont également célébrés. Le dernier service a lieu le 21 août 1830. Elle est saccagée et occupée par les patriotes belges, lors de la révolution belge.

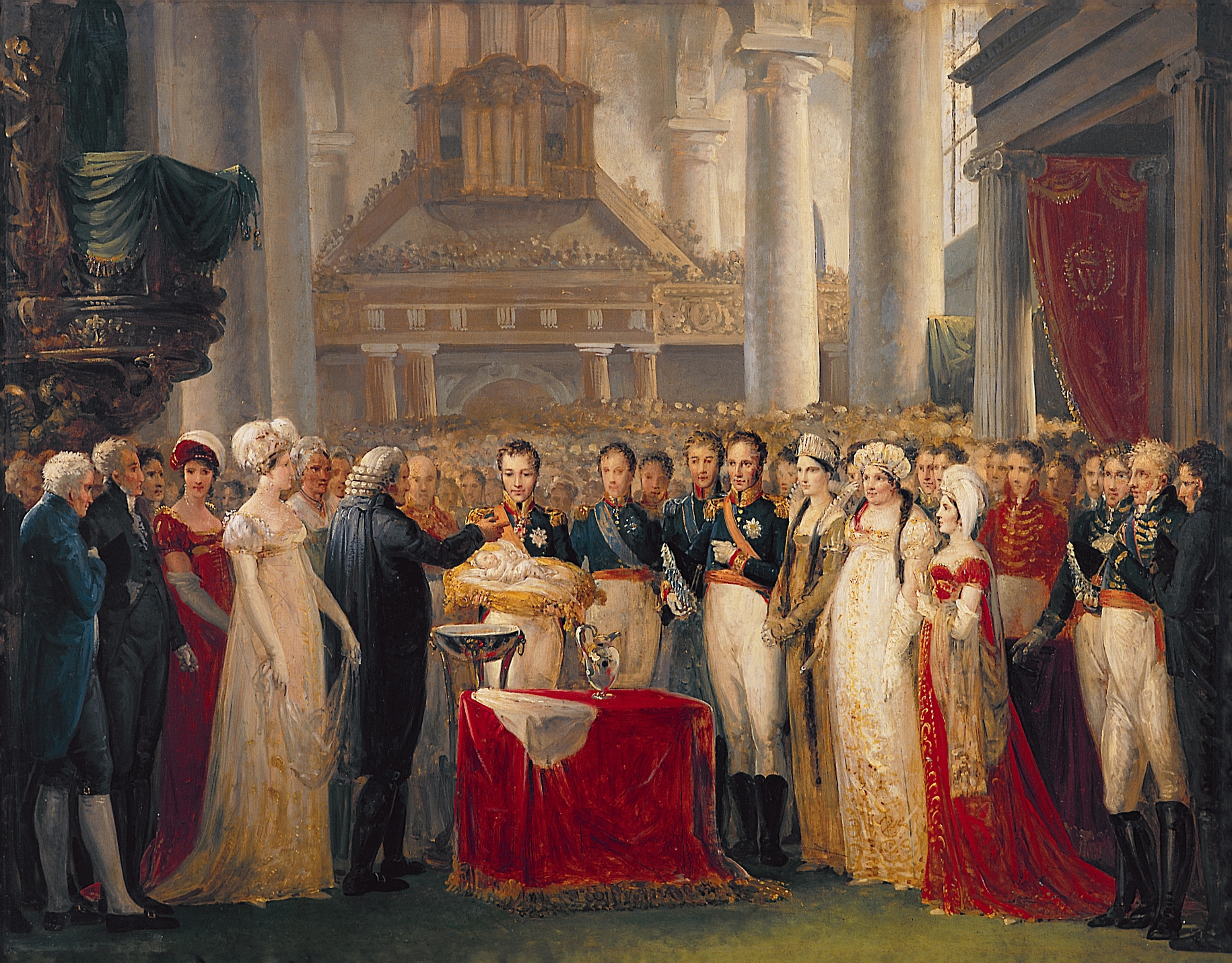
Le baptême de Guillaume III d'Orange en l'église des Augustins

Une dizaine d’années après l’indépendance de la Belgique, en 1842, l’église laissée sans usage liturgique est désacralisée et devient salle de concerts et d’expositions, puis bureau central des postes en 1875. Le voûtement de la Senne, suivi de l’aménagement d’un grand boulevard allant de la gare du Midi à la gare du Nord font que ce bâtiment est considéré comme un obstacle à la circulation. 
En 1893, l'église des Augustins est démolie pour aménager la place de Brouckère. Cependant sa façade, de style baroque brabançon, est démantelée et ré-assemblée comme façade de l'église de la Sainte-Trinité alors en construction à Ixelles (1894).